# Стенлі Морісон
Стенлі Морісон (Stanley Morison; 6 травня 1889 — 11 жовтня 1967) — англійський друкар, дизайнер шрифту, історик друкарства.

## Біографія
Народився в Уонстеді, графство Ессекс. Дитинство і юність (1896—1912) провів у сімейному будинку на Фейрфекс-роуд, Харрінгей. Був самоучкою. Пішов зі школи після того, як батько залишив сім'ю. У 1913 році влаштувався помічником редактора в журналі «The Imprint». Під час Першої світової війни відмовився служити в армії та був заарештований. У 1916 році Морісон одружився з вчителькою Мейбл Вільямсон. Шлюб був нещасним, і Морісон швидко розлучився з дружиною.
У 1918 став головним дизайнером у видавництві «Pelican Press». Через деякий час він обійняв таку ж посаду в «Cloister Press».
У 1922 році Морісон став одним із засновників товариства «Флейрон», присвяченого питанням типографіки (флейрон — друкарський орнамент у вигляді квітки). Редагував журнал «The Fleuron» з 1925 року по 1930-й. Художні якості видання, його друк були винятковими. З 1923 по 1925 Морісон був редактором і автором «Penrose Annual», журналу присвяченого графічним мистецтвам. З 1923 по 1967 Морісон був консультантом компанії «Монотайп». У 1920-х і 1930-х, працюючи в «Монотайп», він займався дослідженням та відродженням історичних шрифтів, включаючи нові версії шрифтів «Баскервілл» та «Бембо». Морісон значно розширив асортименти шрифтів компанії, які, у свою чергу, значно вплинули на сучасну типографіку.
З 1929-го до 1960-го Морісон працював консультантом у газеті «Таймс». У 1931 році, після того, як Морісон публічно розкритикував газету за якість друку, йому було запропоновано створити новий, зручний для читання шрифт. «Таймс Нью Роман», гарнітура, розроблена Морісоном разом із Віктором Лардентом, вперше з'явилася газеті 1932 року. 1933-го шрифт почав продаватися компанією «Монотайп».
Морісон редагував "Історію газети «Таймс» за період з 1935-го по 1952-й, а також працював редактором літературного додатку до газети «Таймс» (1945—1948). 1960-го Морісон був обраний Королівським промисловим дизайнером. Також Морісон був членом редакційної ради «Енциклопедії Британіки» з 1961 року до 1967-го. Крім «Таймса», Морісон розробив компанії «Монотайп» такі шрифти, як «Blado» (1923) і «Bembo» (1929). У 1953 році Морісону був запропонований лицарський титул. 1962-го — Орден Британської імперії. Морісон відмовився від того й іншого.
Стенлі Морісон помер 11 жовтня 1967 року у Лондоні.